# Chrysolina relucens
Chrysolina relucens es un coleóptero de la familia Chrysomelidae.
Fue descrita científicamente en 1847 por Rosenhauer.